# 圣乔治尼格勒蒙
圣乔治尼格勒蒙（法語：Saint-Georges-Nigremont，法語發音：[sɛ̃ ʒɔʁʒ niɡʁəmɔ̃]）是法国克勒兹省的一个市镇，属于欧比松区。

## 地理
圣乔治尼格勒蒙（45°50'13"N, 2°15'48"E）面积18.59 平方千米，位于法国新阿基坦大区克勒兹省，该省份为法国中部省份，位于法國中央高原西北部，北起安德尔省和谢尔省，西接维埃纳省，南至科雷兹省，东临多姆山省，东北与阿列省接壤。
与圣乔治尼格勒蒙接壤的市镇（或旧市镇、城区）包括：马尼亚莱特朗日、蓬沙罗、普桑日、克罗附近圣阿尼昂、圣弗里翁、克罗附近圣莫里斯。

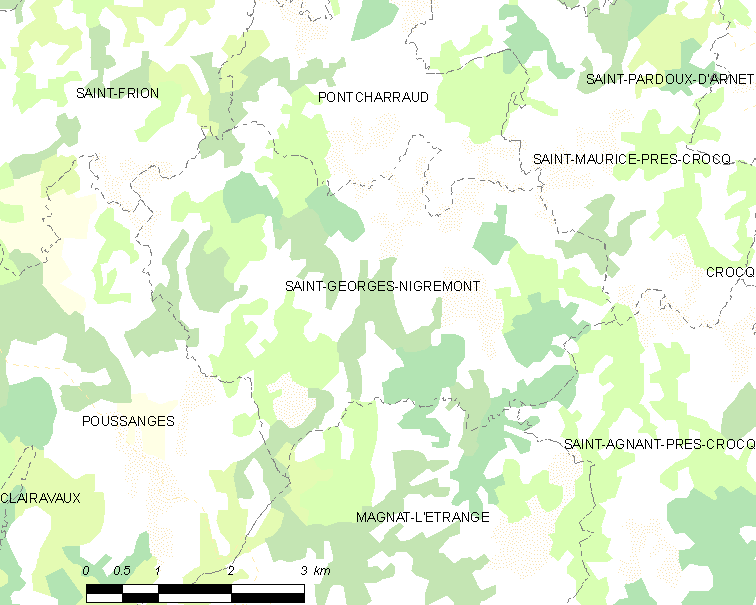
圣乔治尼格勒蒙的OSM定位图

圣乔治尼格勒蒙的时区为UTC+01:00、UTC+02:00（夏令时）。

## 行政
圣乔治尼格勒蒙的邮政编码为23500，INSEE市镇编码为23198。

## 政治
圣乔治尼格勒蒙所属的省级选区为欧藏斯县。

## 人口

1962-2008年间圣乔治尼格勒蒙人口变化图示

圣乔治尼格勒蒙于2022年1月1日时的人口数量为145人。